# Латвійська національна опера
Латвійська національна опера — найбільший музичний театр Латвії, знаходиться у Ризі.

## Історія

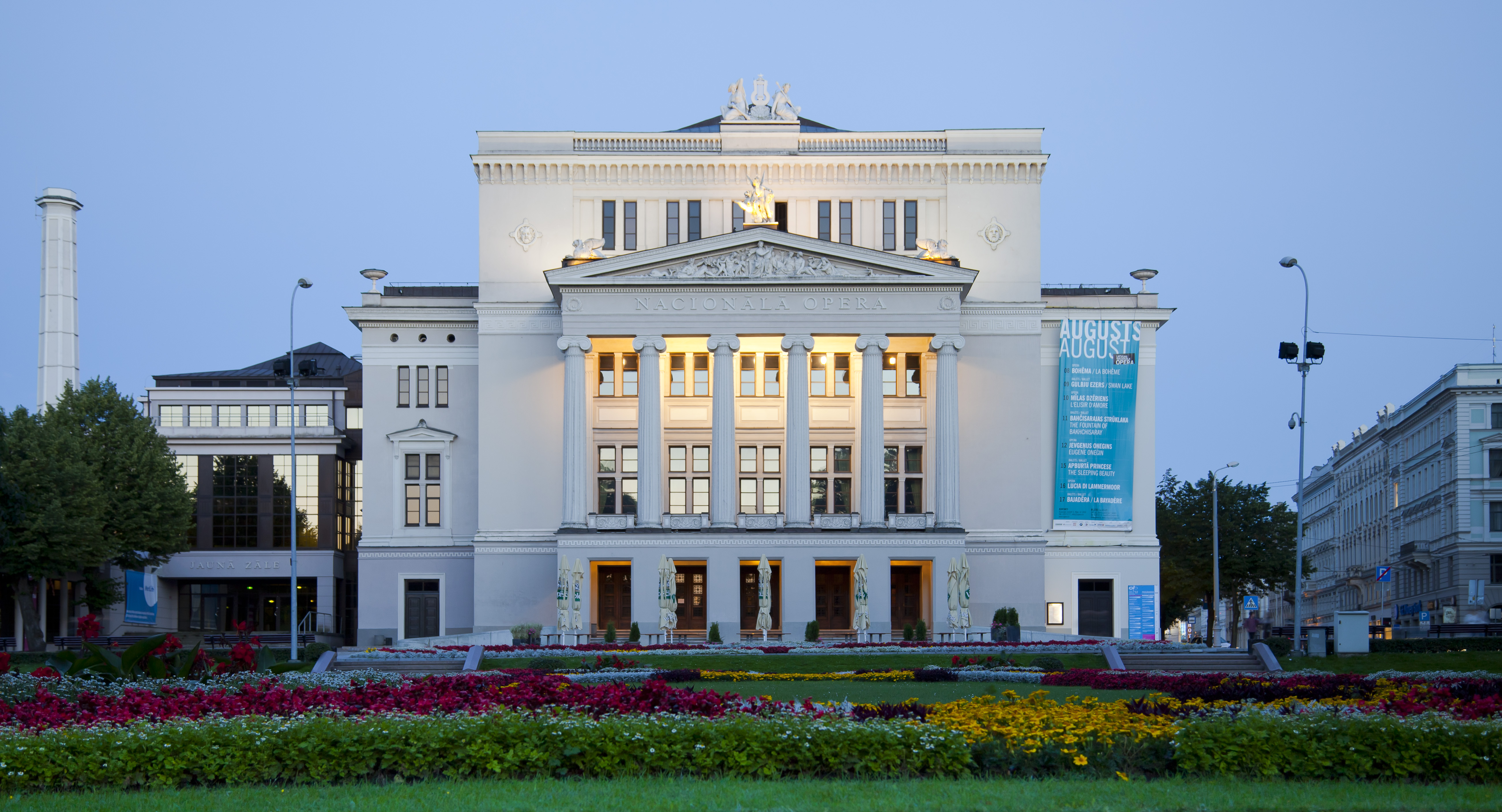
Латвійська національна опера

Театр засновано 1912 року П. Юр'яном як «Латиська опера» (Latviešu opera).
Після здобуття незалежності Латвією 1919 року, театру надано статус національного і передано приміщення колишнього німецького міського театру, збудованого у 1860—1863 за проектом Людвіга Бонштедта.
У міжвоєнні роки в театрі було поставлено ряд латиських опер, зокрема «Вогонь і ніч» (1921), «Боги і люди» (1922), «Спрідітіс» (1927), «Пустунка» (1939) Ян. Мединя, «Жриця» («Вайделоте») Яз. Мединя (1927), «Чудесна птиця Лоліти» (1934), «Гамлет» (1936), «В огні» (1937) Я. Калниня і балети — «Перемога кохання» Ян. Мединя (1935, перший латиський балет), «Ілга» Ян. Вітолиня (1937), одноактні балети «Соловей і троянда» та «Осень» Я. Калниня (1938)
В роки німецької окупації театр мав назву «Ризький оперний театр» («Rīgas operteātris»), а в період радянської окупації — «Театр опери і балету ЛССР» («Latvijas PSR Valsts operas un baleta teātris»). У 1990 році з відновленням незалежності театру повернено попередню назву.
У театрі в різний час працювали: співаки — Т. Монте, А. Вілюманіс, Я. Забер, В. Крампе, А. Лудинь, Е. Пакуль, А. Скара та інші; солісти балету — Я. Граудс, У. Жагата, Я. Панкрате, А. Приеде, І. Строде та інші; диригенти — Л. Вігнер, Е. Тоне (гл. дирижёр в 1954—1967), А. Янсонс; режисер — Н. Васильєв; хормейстери — Р. Ванаг, X. Меднис; балетмейстери — Е. Чанга, Е. Тангиева-Бирзниек та інші.
Щорічно театр показує майже 200 вистав, 6 прем'єр. Театр має два зали — Великий, розрахований на 946 місць, та Новий — від 250 до 300 сидячих місць. Штат налічує 600 працівників штату: 28 солістів опери, 105 музикантів оркестру, 62 артистів хору і 70 балетних труп.

## Трупа театру
- Олексій Авечкін (1976—2013) — латвійський балетний танцівник, уродженець Берестя.